# Haworthia glabrata
Haworthia glabrata es una especie de planta suculenta perteneciente a la familia Xanthorrhoeaceae. Es originaria de Sudáfrica.

## Descripción
Es una planta suculenta perennifolia con 30-40 hojas dispuestas en roseta de 26 cm de diámetro; las hojas son lanceoladas, acuminadas deltoides, de 15 cm de largo, y 3 cm de ancho, de color verde glauco, casi planas y sin tubérculos en el haz, redondeada en el envés y se caídas hacia el ápice, con dispersos tubérculos blanquecinos de tamaño medio. La inflorescencia con pedúnculo y ramificada, en forma de racimos, con brácteas deltoides.

## Taxonomía
Haworthia glabrata fue descrita por (Salm-Dyck) Baker y publicado en J. Linn. Soc., Bot. 18: 206, en el año 1880.
Sinonimia
- Aloe glabrata Salm-Dyck
- Aloe glabrata var. concolor Salm-Dyck
- Aloe glabrata var. perviridis Salm-Dyck
- Catevala glabrata (Salm-Dyck) Kuntze
- Haworthia glabrata var. concolor (Salm-Dyck) Baker
- Haworthia glabrata var. perviridis (Salm-Dyck) Baker[5]